# Oberfilke
Oberfilke ist ein Gemeindeteil der Gemeinde Willmars im unterfränkischen Landkreis Rhön-Grabfeld in Bayern. Oberfilke liegt in der Gemarkung Filke.

## Geografie
Das Dorf liegt mit dem Nachbarort Unterfilke in einer Waldlichtung, im Westen grenzt der Mellrichstadter Forst an. Unmittelbar nördlich entspringt der Elmbach, ein rechter Zufluss der Sulz. Am östlichen Ortsrand steht eine Winterlinde, die als Naturdenkmal ausgezeichnet ist. Eine Ortsstraße führt nach Unterfilke zur Kreisstraße NES 31 (0,5 km südöstlich).

## Geschichte
Der Ort lag im Fraischbezirk des hennebergischen Amtes Maßfeld. Dorf- und Grundherr des Ortes war das Rittergut Roßrieth, das zum Ritterkanton Rhön-Werra zählte. Gegen Ende des 18. Jahrhunderts bestand Oberfilke aus 13 Anwesen mit 69 Einwohnern. Der Ackerbau galt als mittelmäßig.
Mit dem Gemeindeedikt (frühes 19. Jahrhundert) wurde Oberfilke der neu gebildeten Ruralgemeinde Filke zugewiesen. Im Zuge der Gebietsreform in Bayern wurde Oberfilke am 1. Juli 1971 in die Gemeinde Willmars eingegliedert.